# Полиция Филиппин
Национальная полиция Филиппин (англ. Philippine National Police, филипп. Pambansang Pulisya ng Pilipinas) — орган исполнительной власти Филиппин. Её штаб-квартира расположена в Кэмп-Крейм, Кесон-Сити. В настоящее время в штате около 228 000 сотрудников, на население в 100 миллионов человек (228 полицейских на 100 000 человек).
Ведомство находится в ведении и под контролем Национальной полицейской комиссии и является частью Министерства внутренних дел и местного самоуправления (DILG). Сотрудники местной полиции подчиняются мэрам городов или муниципалитетов, с другой стороны, организует, обучает и оснащает полицию для работы в качестве полицейских сил национального масштаба и гражданского характера.
PNP была сформирована 29 января 1991 года, когда Филиппинская полиция и Объединенная национальная полиция были объединены в соответствии с Республиканским законом № 6975 от 1990 года.

## Функции
- Правоохранительная деятельность.
- Поддержание мира, порядка и общественной безопасности.
- Предотвращение и расследование преступлений, привлечение правонарушителей к ответственности.
- Задержание арестованного(ых) на не превышающий установленный законом срок.
- Контроль над огнестрельным оружием и взрывчатыми веществами.
- Надзор и контроль за обучением и деятельностью органов безопасности и расследований.

## Галерея

### Техника полиции Филиппин
- Мотоциклы Honda XR 150L
- Toyota Hilux
- Катер
- БТР V-150
- Вертолёт Airbus H125